# Saleich
Saleich är en kommun i departementet Haute-Garonne i regionen Occitanien i södra Frankrike. Kommunen ligger i kantonen Salies-du-Salat som tillhör arrondissementet Saint-Gaudens. År 2022 hade Saleich 337 invånare.

## Befolkningsutveckling
Antalet invånare i kommunen Saleich
Referens:INSEE